# Næstsøskendebørn
Næstsøskendebarn eller næstsøskendebørn er betegnelser, der i Danmark bruges på to forskellige måder, begge afledt af "næstsøskende" i betydningen fætre og kusiner:
Dels om børn af en persons fætre og kusiner - de er personens næstsøskendebørn. 
Dels når to personer har forældre, der er fætre og/eller kusiner til hinanden - disse to er da næstsøskendebørn til hinanden (eller halvfætter eller halvkusine som det også ofte benævnes).